# Grégoire Müller
Pour les articles homonymes, voir Müller.
Grégoire Müller, né le 23 février 1947 à Morges, est un peintre néo-figuratif, critique et écrivain suisse. 
Il est le fils du sculpteur Robert Müller et le demi-frère du sculpteur Manuel Müller. Actif à Paris, à New York, puis à La Chaux-de-Fonds, il vit actuellement[évasif] à La Chaux-de-Fonds, en Suisse. Ses peintures figuratives explorent fréquemment l'actualité et les nouvelles du monde telles qu'elles sont documentées à la télévision et dans la presse écrite.

## Biographie
Grégoire Müller est né à Morges, en Suisse. Dans les années 1960, il étudie à l'Académie de la Grande-Chaumière à Paris tout en faisant la connaissance de ses collègues artistes Daniel Buren et Olivier Mosset. Pendant cette période, il est responsable de la page Art de Pariscope et devient rapidement correspondant pour Art and Artists (Londres) et Arts magazine (New York). Lors des événements de mai 68, Müller est arrêté et emprisonné pendant trois jours, ce qui renforce son intérêt pour la contre-culture. En 1968, il collabore avec Harald Szeemann à l'exposition Quand les attitudes deviennent forme. En 1969, il quitte l'Europe pour New York.
À New York, Müller travaille d'abord comme assistant de Richard Serra et comme critique indépendant avant de devenir rédacteur en chef de Arts Magazine. À ce titre, il publie des contributions originales de certains des plus grands artistes du XXe siècle, dont Salvador Dalí, Robert Rauschenberg, Andy Warhol, Richard Serra, Walter De Maria, Sol Lewitt, Robert Smithson et Vito Acconci.
En 1972, après la publication de son livre The New Avant Garde, Müller commence à se consacrer exclusivement à la peinture. Influencé par les travaux de Lucian Freud et de Balthus, entre autres, il se concentre sur la figuration. Sa première grande exposition personnelle à la Oil & Steel Gallery de Richard Bellamy en 1984 a été commentée par Michael Benson pour le New York Times,,. En 1986, Müller quitte New York avec sa femme, l'auteur-compositeur-interprète Pascale Duraire, et s'installe à La Chaux-de-Fonds en Suisse.
En plus d'exposer ses œuvres à l'échelle internationale, Müller a enseigné à la l'École d’art des Montagnes neuchâteloises et au Lycée Blaise-Cendrars à La Chaux-de-Fonds.

## Travail
Müller est un peintre figuratif, qui a reçu sa formation initiale dans les cours de dessin de la vie à l'Académie de la Grande-Chaumière à Paris. Au fil du temps, il a développé un style qui embrasse l'esthétique que l'on retrouve aussi bien dans le néo-expressionnisme que dans la peinture de la Renaissance. Profondément impliqué dans les mouvements d'avant-garde américains des années 1960, la compréhension de Müller de la manière dont l'art peut nous engager physiquement est encore plus ancrée dans le Process Art et le Minimalisme. Depuis lors, il a créé des œuvres qui ont un impact physique immédiat et sont souvent considérées comme conflictuelles. Vers le milieu des années 1970, Müller a commencé à isoler la figure dans ses compositions, évoquant des questions d'angoisse et de lutte existentielles. Cette notion a été renforcée par l'introduction d'un contenu politique dérivé des images des journaux et de la télévision.
Au cours de la dernière décennie, Müller a développé une nouvelle approche, en travaillant avec de l'huile et de la térébenthine sur du denim noir. En dépit de leur obscurité, ses peintures traitent de la lumière et des effets dramatiques de clair-obscur. Dans l'ensemble, Müller explore la capacité unique de la peinture à nous faire prendre conscience des images. Le corps et le visage humains, avec toutes leurs dimensions émotionnelles et psychologiques, sont au centre de sa quête. Dans un sens plus large, le travail de Müller concerne tout ce que nous appelons la vie, y compris l'actualité, les paysages et les objets contemporains.
Les œuvres de Müller se trouvent dans des musées et des collections internationales, notamment au Museum of Modern Art de New York, au Aldrich Contemporary Art Museum, à la Henry Art Gallery de Seattle, au Kunsthaus de Zurich, au Musée des beaux-arts de La Chaux-de-Fonds, à la Chase Manhattan Bank, à la Nationale Suisse Assurance et à la Confédération suisse.

## Prix
- National Endowment for the Arts, Washington
- Fondation Joseph James Akston, New York
- Pollock - Fondation Krasner, New York
- Fondation Robert C. Scull, New York

## Expositions
- 2020 : Musée des Beaux-Arts de La Chaux-de-Fonds
- 2012 : Fondation FARB, Delémont
- Galerie Jonas, Cortaillod
- 2011 : Galerie Jason McCoy, New York
- 2009 : Espace Courant d'art, Porrentruy
- 2003 : Musée des Beaux-Arts du Locle
- 2001 : Musée d'Art et d'Histoire de Neuchâtel
- 2000 : Galerie Numaga, Auvernier
- 1997 : E.S.F - Espace Saint-François, Lausanne
- 1993 : Galerie Jason McCoy, New York
  - Villa Turque - EBEL (Le Corbusier), La Chaux-de-Fonds
  - Galerie Carzaniga + Uecker, Bâle
- 1992 : Kunsthaus Zürich
  - Galerie Fischlin, Genève
- 1991 : Galerie Jason McCoy, New York
  - Galerie David Grob, Londres
- 1990 : Université de Lausanne
- 1989 : Galerie Jason McCoy, New York
  - Palais de l'Athénée, Genève
- 1988 : Galerie David Grob, Londres
  - Galerie Carzaniga + Uecker, Bâle
  - Galerie Jason McCoy, New York
  - Galerie Renée Ziegler, Zurich
  - Galerie des artistes, Monte-Carlo
- 1986 : Musée des Beaux-Arts de La Chaux-de-Fonds
  - Galerie Gruenebaum New York
- 1984 : Oil & Steel Gallery, New York
- 1977 : Galerie Kornblee, New York
- 1976 : Galerie Jean Chauvelin, Paris
  - Galerie Deitcher/O'Reilly, New York
- 1975 : Galerie Deitcher/O'Reilly, New York

## Collections
- Musée d'art moderne, New York
- Kunsthaus Zürich, Suisse
- Musée des Beaux-Arts de La Chaux-de-Fonds, Suisse
- Musée d'Art et d'Histoire de Neuchâtel, Suisse
- Museo d'Arte di Lugano, Suisse
- Collection de la Confédération suisse, Berne, Suisse
- Galerie d'art Henry, Seattle
- Musée d'art contemporain Aldrich
- Fondation Gotti, Museo d'Arte, Lugano
- Fondation du Château de Jau, France
- Banque Chase Manhattan, New York
- Prudential Insurance, New York
- Union Bank of Switzerland, New York
- Schweizerische Nationalversicherung, Bâle
- UBS, New York

## Catalogues d'exposition
- Grégoire Müller, New York: Jason McCoy Gallery, 2011
- Grégoire Müller, polygraphie, Musée des Beaux-Arts du Locle, Le Locle, 2004
- Face à la peinture, Musée d'Art et d'Histoire de Neuchâtel et Editions d’Autre Part, 2001
- Grégoire Müller: Recent Paintings, New York: Jason McCoy Gallery, 1989
- Donald B. Kuspit, Grégoire Müller, essai, Londres: David Grob Limited, 1988

## Publications
- 1972 : New Avantgarde: Issues for the Art of the Seventies, Pall Mall Publishers[2],
- 1997 : Ramblings: art et survie à Manhattan, 1969–1986, Editions de l'Aire[6]